# Giampaolo Simi
Pour les articles homonymes, voir Simi (homonymie).
Giampaolo Simi, né à Viareggio dans la province de Lucques en Toscane le 10 décembre 1965, est un journaliste, un scénariste et un écrivain italien de roman policier et de littérature d'enfance et de jeunesse.

## Biographie
En Italie, il travaille comme journaliste pour La Repubblica et Il Tirreno. Il collabore à l’écriture des épisodes des séries RIS – Delitti imperfetti (saison cinq et six), l’Ispettore Coliandro et Crimini pour laquelle il scénarise en 2010 sa nouvelle Luce del Nord. Stefano Sollima réalise l’épisode.
Il est l’auteur de plusieurs romans policiers et d'une série de six romans pour la jeunesse. En France, quatre de ses romans policiers ont été traduits, dont deux dans la collection Série noire. 
Il remporte le Prix Scerbanenco avec son roman noir Cosa resta di noi en 2015.
En 2018, il collabore avec la réalisatrice Wilma Labate à l'écriture de son documentaire Arrivederci Saigon.

## Œuvre

### Romans
- Il buio sotto la candela (1996)
- Direttissimi altrove (1999) Publié en français sous le titre Train express pour ailleurs, traduit par Arlette Lauterbach, Paris, Gallimard, coll. « Série noire » no 2671, 2003 (ISBN 2-07-049346-6)
- Figli del tramonto (2000)
- Caccia al re (2001)
- Tutto o Nulla (2001) Publié en français sous le titre Tout ou rien, traduit par Arlette Lauterbach, Paris, Gallimard, coll. « Série noire » no 2719, 2004 (ISBN 2-07-042647-5)
- L'occhio del rospo (2001)
- Il corpo dell'Inglese (2004)
- Rosa Elettrica (2007) Publié en français sous le titre La Fille électrique, traduit par Samuel Sfez, Paris, Le Serpent à Plumes, coll. « Serpent noir », 2010 (ISBN 978-2-268-06910-4)
- La notte alle mie spalle (2012) Publié en français sous le titre La Nuit derrière moi, traduit par Sophie Royère, Paris, Sonatine, 2016 (ISBN 978-2-35584-302-0) ; réédition, Paris, LGF, coll. « Le Livre de poche », 2017
- Cosa resta di noi (2015)
- La ragazza sbagliata (2017)
- Come una famiglia (2018)
- I giorni del giudizio, 2019, Palermo, éd. Sellerio
- L'estate di Piera, co-auteure Piera Degli Esposti, 2020, Milano, éd. Rizzoli
- Senza dirci addio, 2022, Palermo, éd. Sellerio editore
- Sarà assente l’autore, 2023, Palermo, Sellerio
- Il cliente di riguardo, 2023, Palermo, éd. Sellerio
- Tra lei e me, 2025, Palermo, éd. Sellerio

### Nouvelle
- Luce del Nord (2008) dans l’anthologie Crimini Italiani

### Littérature d'enfance et de jeunesse

#### Alphago
- La Notte dei Koyd (2002)
- Io somo Fumiko (2002)
- L’isola di fuoco (2003)
- L'Hombra di Darkmoor (2003)
- Prigioniera del futuro (2004)
- Ai confini del mundo (2004)

## Distinctions
- 2001 : Finaliste du Prix Scerbanenco pour Tutto o Nulla (Tout ou rien).
- 2008 : Finaliste du Prix Fedeli pour Rosa Elettrica (La Fille électrique).
- 2015 : Prix Scerbanenco pour Cosa resta di noi.
- 2018 : Prix littéraire Chianti (it) pour Come una famiglia.